# بورتو سيجورو

موقعه في البرازيل - بورتو ســيجورو

بورتو سيغورو (بالإنجليزية: Porto Seguro)‏ هي أول بقعة اكتشفت في البرازيل عندما حطت سفينية بيدرو ألفاريز كابرال البرتغالي على أرض البرازيل التي كان يسكنها السكان الأصليون أو الأمريكيون الأصليون. بورتو سيجورو واحدة من أقدم المدن التاريخية للبرازيليين حيث بنيت أول مساكن وأول كنائس في تلك المنطقة، من أشهرها كنيسية نـوسا سينيورة دي بينا والمباني على الطراز الارستقراطي إضافة إلى البلدية والسجن الذي يتوسط الساحة الرئيسية.
اليوم بورتو سيجورو تقع في جنوب ولاية باهيا ومساحتها تبلغ 2.408,594 كم وعدد سكانها في 2006 بلغ ال:140,692 نسمه، تبعد 707كم عن العاصمة برازيليا.

## توأمة
لبورتو سيجورو اتفاقيات توأمة مع:
- سيتوبال